# Rivalité entre l'Angleterre et l'Écosse en football
Les équipes nationales de football d'Angleterre et d'Écosse sont des équipes qui s'affrontent régulièrement depuis la fin du XIXe siècle, et dont la rivalité sportive est la plus ancienne du football monderne, ainsi qu'une des plus disputées pendant de nombreuses décennies,.
Ce sont notamment ces deux équipes qui ont joué la première rencontre internationale de football en 1872 à Hamilton Crescent.
À l'été 2021, les deux équipes avaient disputé 115 matches ; l'Angleterre en ayant gagnés 48, l'Ecosse 41, et 26 rencontres  ayant abouti à des matchs nuls.

## Confrontations
Confrontations entre l'Angleterre et l'Écosse en matchs officiels :
| Date             | Lieu       | Match               | Score | Compétition                          |
| 23 novembre 1872 | Glasgow    | Écosse - Angleterre | 0-0   | Match amical                         |
| 8 mars 1873      | Londres    | Angleterre - Écosse | 4-2   | Match amical                         |
| 7 mars 1874      | Glasgow    | Écosse - Angleterre | 2-1   | Match amical                         |
| 6 mars 1875      | Londres    | Angleterre - Écosse | 2-2   | Match amical                         |
| 4 mars 1876      | Glasgow    | Écosse - Angleterre | 3-0   | Match amical                         |
| 3 mars 1877      | Londres    | Angleterre - Écosse | 1-3   | Match amical                         |
| 2 mars 1878      | Glasgow    | Écosse - Angleterre | 7-2   | Match amical                         |
| 5 avril 1879     | Londres    | Angleterre - Écosse | 5-4   | Match amical                         |
| 13 mars 1880     | Glasgow    | Écosse - Angleterre | 5-4   | Match amical                         |
| 12 mars 1881     | Londres    | Angleterre - Écosse | 1-6   | Match amical                         |
| 11 mars 1882     | Glasgow    | Écosse - Angleterre | 5-1   | Match amical                         |
| 10 mars 1883     | Sheffield  | Écosse - Angleterre | 3-2   | Match amical                         |
| 15 mars 1884     | Glasgow    | Écosse - Angleterre | 1-0   | Home Championship                    |
| 21 mars 1885     | Londres    | Angleterre - Écosse | 1-1   | Home Championship                    |
| 27 mars 1886     | Glasgow    | Écosse - Angleterre | 1-1   | Home Championship                    |
| 19 mars 1887     | Blackburn  | Angleterre - Écosse | 2-3   | Home Championship                    |
| 17 mars 1888     | Glasgow    | Écosse - Angleterre | 0-5   | Home Championship                    |
| 13 avril 1889    | Londres    | Angleterre - Écosse | 2-3   | Home Championship                    |
| 5 avril 1890     | Glasgow    | Écosse - Angleterre | 1-1   | Home Championship                    |
| 4 avril 1891     | Blackburn  | Angleterre - Écosse | 2-1   | Home Championship                    |
| 2 avril 1892     | Glasgow    | Écosse - Angleterre | 1-4   | Home Championship                    |
| 1er avril 1892   | Richmond   | Angleterre - Écosse | 5-2   | Home Championship                    |
| 7 avril 1894     | Glasgow    | Écosse - Angleterre | 2-2   | Home Championship                    |
| 6 avril 1895     | Liverpool  | Angleterre - Écosse | 3-0   | Home Championship                    |
| 4 avril 1896     | Glasgow    | Écosse - Angleterre | 2-1   | Home Championship                    |
| 3 avril 1897     | Londres    | Angleterre - Écosse | 1-2   | Home Championship                    |
| 2 avril 1898     | Glasgow    | Écosse - Angleterre | 1-3   | Home Championship                    |
| 8 avril 1899     | Birmingham | Angleterre - Écosse | 2-1   | Home Championship                    |
| 7 avril 1900     | Glasgow    | Écosse - Angleterre | 4-1   | Home Championship                    |
| 30 mars 1901     | Londres    | Angleterre - Écosse | 2-2   | Home Championship                    |
| 3 mai 1902       | Birmingham | Angleterre - Écosse | 2-2   | Home Championship                    |
| 4 avril 1903     | Sheffield  | Angleterre - Écosse | 1-2   | Home Championship                    |
| 9 avril 1904     | Glasgow    | Écosse - Angleterre | 0-1   | Home Championship                    |
| 1er avril 1905   | Londres    | Angleterre - Écosse | 1-0   | Home Championship                    |
| 7 avril 1906     | Glasgow    | Écosse - Angleterre | 2-1   | Home Championship                    |
| 6 avril 1907     | Newcastle  | Angleterre - Écosse | 1-1   | Home Championship                    |
| 4 avril 1908     | Glasgow    | Écosse - Angleterre | 1-1   | Home Championship                    |
| 3 avril 1909     | Londres    | Angleterre - Écosse | 2-0   | Home Championship                    |
| 2 avril 1910     | Glasgow    | Écosse - Angleterre | 2-0   | Home Championship                    |
| 1er avril 1911   | Liverpool  | Angleterre - Écosse | 1-1   | Home Championship                    |
| 23 mars 1912     | Glasgow    | Écosse - Angleterre | 1-1   | Home Championship                    |
| 5 avril 1913     | Londres    | Angleterre - Écosse | 1-0   | Home Championship                    |
| 4 avril 1914     | Glasgow    | Écosse - Angleterre | 3-1   | Home Championship                    |
| 10 avril 1920    | Sheffield  | Angleterre - Écosse | 5-4   | Home Championship                    |
| 9 avril 1921     | Glasgow    | Écosse - Angleterre | 3-0   | Home Championship                    |
| 8 avril 1922     | Birmingham | Angleterre - Écosse | 0-1   | Home Championship                    |
| 14 avril 1923    | Glasgow    | Écosse - Angleterre | 2-2   | Home Championship                    |
| 12 avril 1924    | Londres    | Angleterre - Écosse | 1-1   | Home Championship                    |
| 4 avril 1925     | Glasgow    | Écosse - Angleterre | 2-0   | Home Championship                    |
| 17 avril 1926    | Manchester | Angleterre - Écosse | 0-1   | Home Championship                    |
| 2 avril 1927     | Glasgow    | Écosse - Angleterre | 1-2   | Home Championship                    |
| 31 mars 1928     | Londres    | Angleterre - Écosse | 1-5   | Home Championship                    |
| 13 avril 1929    | Glasgow    | Écosse - Angleterre | 1-0   | Home Championship                    |
| 5 avril 1930     | Londres    | Angleterre - Écosse | 5-2   | Home Championship                    |
| 28 mars 1931     | Glasgow    | Écosse - Angleterre | 2-0   | Home Championship                    |
| 9 avril 1932     | Londres    | Angleterre - Écosse | 3-0   | Home Championship                    |
| 1er avril 1933   | Glasgow    | Écosse - Angleterre | 2-1   | Home Championship                    |
| 14 avril 1934    | Londres    | Angleterre - Écosse | 3-0   | Home Championship                    |
| 6 avril 1935     | Glasgow    | Écosse - Angleterre | 2-0   | Home Championship                    |
| 4 avril 1936     | Londres    | Angleterre - Écosse | 1-1   | Home Championship                    |
| 17 avril 1937    | Glasgow    | Écosse - Angleterre | 3-1   | Home Championship                    |
| 9 avril 1938     | Londres    | Angleterre - Écosse | 0-1   | Home Championship                    |
| 15 avril 1939    | Glasgow    | Écosse - Angleterre | 1-2   | Home Championship                    |
| 12 avril 1947    | Londres    | Angleterre - Écosse | 1-1   | Home Championship                    |
| 10 avril 1948    | Glasgow    | Écosse - Angleterre | 0-2   | Home Championship                    |
| 9 avril 1949     | Londres    | Angleterre - Écosse | 1-3   | Home Championship                    |
| 15 avril 1950    | Glasgow    | Écosse - Angleterre | 0-1   | Home Championship                    |
| 14 avril 1951    | Londres    | Angleterre - Écosse | 2-3   | Home Championship                    |
| 5 avril 1952     | Glasgow    | Écosse - Angleterre | 1-2   | Home Championship                    |
| 18 avril 1953    | Londres    | Angleterre - Écosse | 2-2   | Home Championship                    |
| 3 avril 1954     | Glasgow    | Écosse - Angleterre | 2-4   | Home Championship                    |
| 2 avril 1955     | Londres    | Angleterre - Écosse | 7-2   | Home Championship                    |
| 14 avril 1956    | Glasgow    | Écosse - Angleterre | 1-1   | Home Championship                    |
| 6 avril 1957     | Londres    | Angleterre - Écosse | 2-1   | Home Championship                    |
| 19 avril 1958    | Glasgow    | Écosse - Angleterre | 0-4   | Home Championship                    |
| 11 avril 1959    | Londres    | Angleterre - Écosse | 1-0   | Home Championship                    |
| 9 avril 1960     | Glasgow    | Écosse - Angleterre | 1-1   | Home Championship                    |
| 15 avril 1961    | Londres    | Angleterre - Écosse | 9-3   | Home Championship                    |
| 14 avril 1962    | Glasgow    | Écosse - Angleterre | 2-0   | Home Championship                    |
| 6 avril 1963     | Londres    | Angleterre - Écosse | 1-2   | Home Championship                    |
| 11 avril 1964    | Glasgow    | Écosse - Angleterre | 1-0   | Home Championship                    |
| 10 avril 1965    | Londres    | Angleterre - Écosse | 2-2   | Home Championship                    |
| 2 avril 1966     | Glasgow    | Écosse - Angleterre | 3-4   | Home Championship                    |
| 15 avril 1967    | Londres    | Angleterre - Écosse | 2-3   | Home Championship                    |
| 24 février 1968  | Glasgow    | Écosse - Angleterre | 1-1   | Home Championship                    |
| 10 mai 1969      | Londres    | Angleterre - Écosse | 4-1   | Home Championship                    |
| 25 avril 1970    | Glasgow    | Écosse - Angleterre | 0-0   | Home Championship                    |
| 22 mai 1971      | Londres    | Angleterre - Écosse | 3-1   | Home Championship                    |
| 27 mai 1972      | Glasgow    | Écosse - Angleterre | 0-1   | Home Championship                    |
| 14 février 1973  | Glasgow    | Écosse - Angleterre | 0-5   | Match amical                         |
| 19 mai 1973      | Londres    | Angleterre - Écosse | 1-0   | Home Championship                    |
| 18 mai 1974      | Glasgow    | Écosse - Angleterre | 2-0   | Home Championship                    |
| 24 mai 1975      | Londres    | Angleterre - Écosse | 5-1   | Home Championship                    |
| 15 mai 1976      | Glasgow    | Écosse - Angleterre | 2-1   | Home Championship                    |
| 4 juin 1977      | Londres    | Angleterre - Écosse | 1-2   | Home Championship                    |
| 20 mai 1978      | Glasgow    | Écosse - Angleterre | 0-1   | Home Championship                    |
| 26 mai 1979      | Londres    | Angleterre - Écosse | 3-1   | Home Championship                    |
| 24 mai 1980      | Glasgow    | Écosse - Angleterre | 0-2   | Home Championship                    |
| 23 mai 1981      | Londres    | Angleterre - Écosse | 0-1   | Home Championship                    |
| 29 mai 1982      | Glasgow    | Écosse - Angleterre | 0-1   | Home Championship                    |
| 1er juin 1983    | Londres    | Angleterre - Écosse | 2-0   | Home Championship                    |
| 26 mai 1984      | Glasgow    | Écosse - Angleterre | 1-1   | Home Championship                    |
| 25 mai 1985      | Glasgow    | Écosse - Angleterre | 1-0   | Rous Cup                             |
| 23 avril 1986    | Londres    | Angleterre - Écosse | 2-1   | Rous Cup                             |
| 23 mai 1987      | Glasgow    | Écosse - Angleterre | 0-0   | Rous Cup                             |
| 21 mai 1988      | Londres    | Angleterre - Écosse | 1-0   | Rous Cup                             |
| 27 mai 1989      | Glasgow    | Écosse - Angleterre | 0-2   | Rous Cup                             |
| 15 juin 1996     | Londres    | Angleterre - Écosse | 2-0   | Championnat d'Europe                 |
| 13 novembre 1999 | Glasgow    | Écosse - Angleterre | 0-2   | Barrage pour le Championnat d'Europe |
| 17 novembre 1999 | Londres    | Angleterre - Écosse | 0-1   | Barrage pour le Championnat d'Europe |
| 14 août 2013     | Londres    | Angleterre - Écosse | 3-2   | Match amical                         |
| 18 novembre 2014 | Glasgow    | Écosse - Angleterre | 1-3   | Match amical                         |
| 11 novembre 2016 | Londres    | Angleterre - Écosse | 3-0   | Éliminatoires de la Coupe du monde   |
| 18 novembre 2017 | Glasgow    | Écosse - Angleterre | 2-2   | Éliminatoires de la Coupe du monde   |
| 18 juin 2021     | Londres    | Angleterre - Écosse | 0-0   | Championnat d'Europe                 |

## Bilan
- Total de matchs disputés : 115
- Victoires de l'équipe d'Angleterre : 48
- Matchs nuls : 26
- Victoires de l'équipe d'Écosse : 41